# ايرين كارتر
ايرين كارتر (بالإنجليزية: Ernestine Carter)‏ هي صحفية وعادياتية أمريكية، ولدت في 10 أكتوبر 1906، وتوفيت في 1 أغسطس 1983.